# Коллін Мур
Коллін Мур (англ. Colleen Moore; при народженні — Кетлін Моррісон (англ. Kathleen Morrison; 19 серпня 1899 або 19 серпня 1900, Порт-Гурон, Мічиган — 25 січня 1988, Пасо-Роблс, Каліфорнія) — американська актриса німого кіно.

## Біографія
Коллін Мур народилася в Порт-Гурон у родині інженера Чарльза та Агнес Келлі Моррісон, старша сестра актора Кліва Мура. Освіту здобула в церковно-парафіяльній школі. У 1905 році родина переїхала у Хілсдейл, де перебувала протягом двох років. У 1908 році переїхали в Атланту, потім більше року вони мешкали у Воррені і нарешті до 1911 року влаштувалися у Тампі. Тривалий час мешкала з бабусею, а пізніше з тіткою Елізабет у Чикаго.
У віці п'ятнадцяти років зробила перший крок у Голлівуді. Чоловік тітки Валтер Хоув був редактором газети «Chicago Tribune», який допоміг влаштувати кінопроби з режисером Девідом Ворк Ґріффітом. Вона завжди мріяла стати другою Ліліаною Ґіш, але натомість вона стала грати у вестернах з такою зіркою, як Том Мікс.

## Вибрана фільмографія
- 1923 — Квітневі дощі / April Showers
- 1925 — Квітка пустелі / The Desert Flower